# 故宫学院
故宫学院，总部位于北京市东城区南河沿大街19号的北京国际职业教育学校总部校区，是由故宫博物院与北京市东城区人民政府合作创办的业务培训和教育机构。

## 简介
2013年初，故宫博物院与东城区人民政府签署合作协议。2013年11月4日，故宫博物院与北京市东城区人民政府合作创办的故宫学院在南河沿大街19号的北京国际职业教育学校总部校区举行成立典礼。同日，国际博物馆协会国际博物馆培训中心第一期培训班，以及故宫博物院满文初级培训班分别在故宫学院举行开班仪式。
故宫学院是一所业务培训和教育机构。承担国际博物馆协会国际博物馆培训中心培训班、故宫博物院满文初级培训班等的业务培训工作。此外，2012年9月8日，故宫博物院、东城区人民政府共同主办，东城区图书馆承办的“故宫讲坛”系列讲座开始。故宫学院成立后，自2013年11月起，“故宫讲坛”系列讲座改在故宫学院举行。
故宫学院成立后，在中国各地设立了多个分院。
- 故宫学院（苏州）：2014年6月28日，纪念第28届世界遗产大会在苏召开十周年暨故宫学院（苏州）成立仪式在苏州举办。该学院由故宫博物院与苏州博物馆联合成立。这是故宫学院设立的第一个分院[4][5]。
- 故宫学院（景德镇）：2016年1月26日，“景德镇陶瓷修复与研究中心”、“故宫学院（景德镇）”、“故宫研究院景德镇陶瓷考古研究所”共同在景德镇御窑厂揭牌。这三大研究合作平台均由故宫博物院与景德镇市人民政府联合成立[6][7]。
- 故宫学院（西安）：2016年5月21日，故宫博物院与西北大学联合成立“故宫学院（西安）”签约暨揭牌仪式在西北大学长安校区举行[8]。
- 故宫学院（深圳）：2016年10月29日，“故宫学院（深圳）”揭牌仪式在雅昌（深圳）艺术中心举行。该学院由故宫博物院与雅昌文化集团联合成立，是首个与企业合作建立的分院[9]。
- 故宫学院（徽州）：2017年1月7日，故宫博物院驻安徽黄山市徽派传统工艺工作站、故宫学院（徽州）、故宫博物院博士后科研工作站（徽州）揭牌[10]。
- 故宫学院（上海）：2017年5月26日，“故宫学院（上海）”签约暨揭牌仪式举行。该学院由故宫博物院与同济大学联合成立[11][12]。
- 故宫学院（重庆）：2018年1月19日，“故宫学院（重庆）”签约揭牌暨故宫文化传承活动在抗日战争时期故宫文物南迁点重庆安达森洋行旧址举行[13]。
- 故宫学院（开封）：2018年8月8日，故宫学院（开封）签约暨揭牌仪式在开封市博物馆举行。故宫博物院院长单霁翔，中共开封市委副书记、市长高建军共同为故宫学院（开封）揭牌[14]。
- 故宫学院（海口）：正在规划[15]。

## 历任院长
1. 宋纪蓉（2013年11月—2019年5月，故宫博物院副院长兼）[1]
2. 单霁翔（2019年5月—）[16]